# Artěmij Panarin
Artěmij Sergejevič Panarin (rusky Артемий Сергеевич Панарин, * 30. října 1991, Korkino, RSFSR, dnes Rusko) je ruský hokejový útočník, který momentálně působí v severoamerické NHL, kde nastupuje za tým New York Rangers. Rusko reprezentoval na MS 2015.

## Hráčská kariéra

### Kontinentální hokejová liga
Dne 31. ledna 2013, uprostřed sezóny 2012/13 v KHL, byl vyměněn z Viťazu Čechov po tom co zaznamenal 18 bodů v 40 zápasech do mužstva SKA Petrohrad výměnou za výběr v draftu juniorů KHL 2013.

### National Hockey League
Dne 29. dubna 2015 se dohodl na podmínkách dvouleté smlouvy s Chicagem Blackhawks.
V zahajovacím utkání sezóny proti New Yorku Rangers vstřelil svůj první gól kariéry v National Hockey League, když dokázal hned svou první střelou překonat švédského brankáře Henrika Lundqvista.
Dne 8. listopadu 2015 se stal prvním nováčkem Blackhawks, který dokázal skórovat v jednom utkání hned dvakrát v 1. třetině, když se to naposledy povedlo Jonathanu Toewsovi v roce 2008.
Za sezónu 2015/16 získal Calder Memorial Trophy.

## Reprezentační kariéra
V roce 2011 reprezentoval Rusko na juniorském MS v Buffalu, kde svým gólem rozhodl o zisku zlatých medailí pro Rusko. Na turnaji zaznamenal celkem 5 bodů (3+2) v 7 utkáních. V reprezentaci dospělých se poprvé objevil v sezoně 2013/2014 v rámci Euro Hockey Tour. V roce 2015 pak reprezentoval Rusko na MS v Praze, kde v 10 utkáních nasbíral 10 bodů (5+5) a v týmovém hodnocení byl třetím nejproduktivnějším hráčem Ruska na turnaji. Získal bronzové medaile na mistrovství světa v ledním hokeji 2016 a mistrovství světa v ledním hokeji 2017.

## Prvenství
- Debut v NHL – 7. října 2015 (Chicago Blackhawks proti New York Rangers)
- První gól v NHL – 7. října 2015 (Chicago Blackhawks proti New York Rangers, kanadskému brankáři Corey Crawford)
- První asistence v NHL – 10. října 2015 (Chicago Blackhawks proti New York Islanders)
- První hattrick v NHL – 17. února 2016 (New York Rangers proti Chicago Blackhawks)

## Klubové statistiky
| Sezóna      | Klub                   | Soutěž      |     | Základní část | Základní část | Základní část | Základní část | Základní část |    | Play off | Play off | Play off | Play off | Play off |
| Sezóna      | Klub                   | Soutěž      | Z   | G             | A             | B             | TM            | Z             | G  | A        | B        | TM       |          |          |
| 2008/09     | Viťaz Čechov           | KHL         | 5   | 0             | 1             | 1             | 2             | —             | —  | —        | —        | —        |          |          |
| 2009/10     | Russkije Viťazi Čechov | MHL         | 38  | 20            | 24            | 44            | 55            | 3             | 1  | 2        | 3        | 0        |          |          |
| 2009/10     | Viťaz Čechov           | KHL         | 20  | 1             | 8             | 9             | 16            | —             | —  | —        | —        | —        |          |          |
| 2010/11     | Russkije Viťazi Čechov | MHL         | 13  | 5             | 12            | 17            | 22            | —             | —  | —        | —        | —        |          |          |
| 2010/11     | Viťaz Čechov           | KHL         | 40  | 5             | 16            | 21            | 8             | —             | —  | —        | —        | —        |          |          |
| 2011/12     | Viťaz Čechov           | KHL         | 38  | 12            | 14            | 26            | 49            | —             | —  | —        | —        | —        |          |          |
| 2011/12     | Ak Bars Kazaň          | KHL         | 12  | 1             | 4             | 5             | 4             | 4             | 0  | 0        | 0        | 0        |          |          |
| 2012/13     | Viťaz Čechov           | KHL         | 40  | 11            | 7             | 18            | 22            | —             | —  | —        | —        | —        |          |          |
| 2012/13     | SKA Petrohrad          | KHL         | 3   | 0             | 1             | 1             | 2             | 14            | 2  | 7        | 9        | 0        |          |          |
| 2013/14     | SKA Petrohrad          | KHL         | 51  | 20            | 20            | 40            | 30            | 4             | 0  | 0        | 0        | 2        |          |          |
| 2014/15     | SKA Petrohrad          | KHL         | 54  | 26            | 36            | 62            | 37            | 20            | 5  | 15       | 20       | 4        |          |          |
| 2015/16     | Chicago Blackhawks     | NHL         | 80  | 30            | 47            | 77            | 32            | 7             | 2  | 5        | 7        | 14       |          |          |
| 2016/17     | Chicago Blackhawks     | NHL         | 82  | 31            | 43            | 74            | 21            | 4             | 0  | 1        | 1        | 0        |          |          |
| 2017/18     | Columbus Blue Jackets  | NHL         | 81  | 27            | 55            | 82            | 26            | 6             | 2  | 5        | 7        | 6        |          |          |
| 2018/19     | Columbus Blue Jackets  | NHL         | 79  | 28            | 59            | 87            | 23            | 10            | 5  | 6        | 11       | 0        |          |          |
| 2019/20     | New York Rangers       | NHL         | 69  | 32            | 63            | 85            | 20            | 3             | 1  | 1        | 2        | 0        |          |          |
| 2020/21     | New York Rangers       | NHL         | 42  | 17            | 41            | 58            | 6             | —             | —  | —        | —        | —        |          |          |
| 2021/22     | New York Rangers       | NHL         | 75  | 22            | 74            | 96            | 18            | 19            | 6  | 10       | 16       | 6        |          |          |
| 2022/23     | New York Rangers       | NHL         | 82  | 29            | 63            | 92            | 36            | 7             | 0  | 2        | 2        | 2        |          |          |
| 2023/24     | New York Rangers       | NHL         | 82  | 49            | 71            | 120           | 24            | 16            | 5  | 10       | 15       | 4        |          |          |
| NHL celkově | NHL celkově            | NHL celkově | 672 | 265           | 516           | 781           | 206           | 73            | 21 | 40       | 61       | 34       |          |          |
| KHL celkově | KHL celkově            | KHL celkově | 263 | 76            | 107           | 183           | 170           | 42            | 7  | 22       | 29       | 6        |          |          |

## Reprezentace
| Rok             | Tým             | Soutěž          | Z  | G  | A  | B  | TM |  |
| --------------- | --------------- | --------------- | -- | -- | -- | -- | -- |  |
| 2011            | Rusko           | MSJ             | 7  | 3  | 2  | 5  | 4  |  |
| 2015            | Rusko           | MS              | 10 | 5  | 5  | 10 | 4  |  |
| 2016            | Rusko           | MS              | 10 | 6  | 9  | 15 | 4  |  |
| 2016            | Rusko           | SP              | 4  | 1  | 1  | 2  | 4  |  |
| 2017            | Rusko           | MS              | 9  | 4  | 13 | 17 | 4  |  |
| Junioři celkově | Junioři celkově | Junioři celkově | 7  | 3  | 2  | 5  | 4  |  |
| Senioři celkově | Senioři celkově | Senioři celkově | 33 | 16 | 28 | 44 | 16 |  |

## Osobní život
Trenér Andrej Nazarov prohlásil, že v roce 2011 Panarin v baru v Rize fyzicky napadl ženu a pak uplatil policisty, aby unikl trestu. Hráč obvinění popřel a prohlásil, že aféra je motivována pomstou za jeho předchozí kritiku ruského prezidenta Vladimira Putina. Také vyzval k propuštění Alexeje Navalného.